# Фінал Кубка європейських чемпіонів 1961
Фінал Кубка європейських чемпіонів 1961 — фінальний матч розіграшу Кубка європейських чемпіонів сезону 1960—1961 років, у якому зустрілися іспанська «Барселона» та португальська «Бенфіка». Матч відбувся 31 травня 1961 року на стадіоні «Ванкдорф» у Берні. Перемогу з рахунком 3:2 здобула «Бенфіка».

## Шлях до фіналу
| Бенфіка           | Бенфіка              | Бенфіка  | Бенфіка  | Раунд        | Барселона                 | Барселона            | Барселона | Барселона |
| ----------------- | -------------------- | -------- | -------- | ------------ | ------------------------- | -------------------- | --------- | --------- |
| Суперник          | За сумою двох матчів | 1-й матч | 2-й матч |              | Суперник                  | За сумою двох матчів | 1-й матч  | 2-й матч  |
| Гарт оф Мідлотіан | 5–1                  | 2–1 (Г)  | 3–0 (Д)  | Перший раунд | Льєрс                     | 5–0                  | 2–0 (Д)   | 3–0 (Г)   |
| Уйпешт            | 7–4                  | 6–2 (Д)  | 1–2 (Г)  | Другий раунд | Реал Мадрид               | 4–3                  | 2–2 (Г)   | 2–1 (Д)   |
| Орхус             | 7–2                  | 3–1 (Д)  | 4–1 (Г)  | 1/4 фіналу   | Спартак (Градець-Кралове) | 5–1                  | 4–0 (Д)   | 1–1 (Г)   |
| Рапід (Відень)    | 4–1                  | 3–0 (Д)  | 1–1 (Г)  | 1/2 фіналу   | Гамбург                   | 2–2 1:0              | 1–0 (Д)   | 1–2 (Г)   |

## Деталі матчу
| 31 травня 1961 |

| Бенфіка                                 | 3:2 | Барселона           |
| --------------------------------------- | --- | ------------------- |
| Агуаш 30' Рамальєтс 32' (аг) Колуна 55' |     | Кочіш 20' Цибор 75' |

| Ванкдорф, Берн Глядачів: 26 732 Арбітр: Готтфрід Дінст |

| Бенфіка | Барселона |

|                  |  |                          |  |
|                  |  |                          |  |
| В                |  | Алберту да Кошта Перейра |  |
| З                |  | Маріу Жуан               |  |
| З                |  | Жерману Фігейреду        |  |
| З                |  | Ангелу Мартінш           |  |
| З                |  | Фернанду Круж            |  |
| ПЗ               |  | Жозе Нету                |  |
| ПЗ               |  | Домісіану Кавем          |  |
| ПЗ               |  | Жоакім Сантана           |  |
| ПЗ               |  | Маріу Колуна             |  |
| Н                |  | Жозе Аугушту             |  |
| Н                |  | Жозе Агуаш (к)           |  |
| Головний тренер: |  |                          |  |
| Бела Гуттманн    |  |                          |  |

|                  |  |                        |  |
| В                |  | Антоні Рамальєтс       |  |
| З                |  | Фончо                  |  |
| З                |  | Енрік Женсана          |  |
| З                |  | Сігфрід Грасія         |  |
| З                |  | Марті Верхес           |  |
| ПЗ               |  | Хесус Гарай            |  |
| ПЗ               |  | Ладислав Кубала        |  |
| Н                |  | Шандор Кочиш           |  |
| Н                |  | Еварісто де Маседо (к) |  |
| Н                |  | Луїс Суарес            |  |
| Н                |  | Золтан Цибор           |  |
| Головний тренер: |  |                        |  |
| Енріке Орісаола  |  |                        |  |